# Maneo
maneo（マネオ）は、maneoマーケット株式会社が運営するソーシャルレンディング（貸付型クラウドファンディング）サービス及び同社の子会社で貸金業登録をして借り手側管理を担当し、匿名組合契約における営業者の役割を担っているmaneo株式会社のことをさす。
2019年3月8日時点で300億円分の投資への配当が滞っており、集団訴訟に発展している。maneo（マネオ）株式会社は2007年4月に妹尾賢俊代表取締役社長が創業、個人向けローンを中心に営業していたが貸し倒れを多く起こしてしまい、2012年に5000万円でUBI株式会社の取締役だった瀧本憲治に売却された後、営業方針を「法人向けローン」に変更。しかし相次ぐ不祥事を受け、2019年9月に瀧本憲治が保有していた株式（84.95％）が、NLHD（株）に売却された。

## 概要
maneoが提供するサービスは、インターネット上でお金を借りたい事業者（借り手）と投資をしたい個人（投資家）をマッチングさせる金融サービス。
2008年10月15日のサービス開始より利用者数を増やし、2018年4月現在の成立ローン総額は約1170億円。
資金の出し手である投資家向けの運用利回りは5～8％で、1口1万円から投資可能となっている。また借り手は現在のところ事業会社のみとなっており個人への貸付は行っていない。
事業会社向けの不動産担保融資を中心とした貸付を行っている。ソーシャルレンディングを日本で最初に提供し、かつ最大手の会社である。2016年10月からは、GMOクリック証券による「maneo」（ソーシャルレンディングサービス）の取り扱いが開始された。商品ラインナップのひとつとして取り扱われており、GMOクリック証券に口座を持つ投資家が「maneo」に直接投資が出来る仕組みとなっている。2020年3月14日より取引口座の開設申込の受付を停止している。

### 詳細・プラットフォーム利用営業者
またmaneoマーケットは、2015年7月より、ソーシャルレンディングプラットフォームの他社提供も開始している。
事業会社の新たな資金調達手段として（2018年4月現在）10営業者が利用・サービス提供を開始しており、「maneo」を含め11件のソーシャルレンディングプラットフォームが運営されている。
- LCレンディング（2019年7月25日 ファンドの募集を休止[5]）（代表取締役　山中 健司）
- ガイアファンディング（2018年12月27日 新規募集・私募の取扱いを停止[6]）（代表取締役　ケルビン チウ）
- クラウドリース（代表取締役　武谷 勝法）
- スマートレンド（代表取締役　髙井 幸男）
- アメリカンファンディング（2019年4月16日 新規募集終了に係るお知らせ[7]）（代表取締役　角内 創）
- グリーンインフラレンディング（代表取締役　中久保 正己）
- さくらソーシャルレンディング（代表取締役　岩田 直樹）
- キャッシュフローファイナンス（代表取締役　根本 貴宏）
- アップルバンク（代表取締役　高橋 位征）
- プレリートファンド（2019年08月13日「新規募集」に関する一時停止のお知らせ[8]）（代表取締役　木山 憲一）

### maneoというサービス名の由来
1. お金 (money) に関する新しい (neo) ビジネスモデル。
2. maneo はラテン語。その意味は英語で言うところの「stay」(お客様に居続けて欲しいの意)。

から来ている。

## 不祥事
2018年7月6日の報道によると”証券取引等監視委員会は、ネット上で虚偽の説明で投資を募っていたとして、ソーシャルレンディングの最大手「maneoマーケット」に対して行政処分を行うよう金融庁に勧告した。再生可能エネルギー事業に使うとして集めた資金のうち、2億5000万円は、細野豪志議員に5000万円を融通したJC証券に渡っていたという。”
2018年7月13日に関東財務局より業務改善命令が出された。
2018年12月17日の時点でmaneo、グリーンインフラレンディング（全てのファンド）、キャッシュフローファイナンス、ガイアファンディング（全てのファンド）で募集していたファンドで延滞発生が発生しており、総額223億円超の投資に対する分配が滞っている。
2019年1月10日にクラウドリースより新たに約39億円の延滞発生が発表された。これにより延滞の総額は266．5億円まで膨れ上がっている。
これらの不祥事に関して、集団被害者と弁護士を繋ぐ集団訴訟プラットフォーム enjin（円陣）では「マネオマーケット株式会社に関する集団訴訟」 が提起されている。
2019年3月8日に全国の投資家54人と法人3社が「maneoマーケット」や融資を受けていた大阪 西区の「JCサービス」などに対し、11億円余りの損害賠償を求める訴えを東京地方裁判所に起こした。被告はマネオマーケット、ファンド事業会社グリーンインフラレンディング（GIL、東京）、再生可能エネルギー開発会社JCサービス（大阪）など4社と、GILとJC社の中久保正己社長。
2019年3月29日、同社が組織した経営改善委員会から提言書が発表された。提言書では投資家が保護される経営体制、投資案件に対する審査の厳正化、投資家への正確な開示、業務改善計画に沿った対応、営業者によるファンド資金分配の適切な対応など共に、瀧本代表取締役の役員からの退任が求められている。
2019年5月中旬、FACTA ONLINE 7月号によれば、東京地検特捜部が㈱JCサービス（社長・中久保正己）の捜査に着手した。
2019年7月、集団訴訟プラットフォームenjinおよびmatomaにて「マネオマーケット株式会社に関する集団訴訟」や「【集団訴訟に向けて】”maneoマーケット株式会社　株式会社Crowd Lease”について」、「【集団訴訟に向けて】キャッシュフローファイナンスへの投資金返済要求」など複数の集団訴訟が提起されている。

## 株主
maneoマーケットには、ベンチャーキャピタル等からの資本参加も行われており、2018年4月現在の株主構成は次の通り。
- 瀧本憲治
- GMOクリックホールディングス株式会社
- 株式会社VOYAGE VENTURES
- MICイノベーション4号投資事業有限責任組合
- SMBCベンチャーキャピタル2号投資事業有限責任組合
- Spiral Ventures Japan Fund 1号投資事業有限責任組合
- アイビス新成長投資事業組合第4号
- 池田泉州キャピタルニュービジネスファンド4号、5号投資事業有限責任組合
- SV-FINTECH１号投資事業有限責任組合

## テレビ番組
- 日経スペシャル ガイアの夜明け “新マネー”でニッポン救え～生活守る“おカネのカタチ”（2009年3月24日、テレビ東京）[24] - ソーシャルレンディングを取材。